# La Causa Radical
La Causa Radical (La Causa Я oder LCR; „die radikale Sache“) ist eine linke politische Partei in Venezuela, die 1971 unter anderem von Alfredo Maneiro gegründet wurde. Sie entstand nach der Abspaltung des Movimiento al Socialismo (MAS) von der kommunistischen Partei durch Mitglieder, denen diese Parteien zu moderat waren.

## Geschichte
Anfangs verfolgte die Partei eine eigenständige, marxistische Politik, unterstützte aber zunächst den Putschversuch von Hugo Chávez 1992, in den Jahren 1996 und 1997 die christdemokratische COPEI und MAS. Dies führte 1997 zur Abspaltung der Anhänger des Präsidentschaftskandidaten Hugo Chávez, die daraufhin Patria Para Todos gründeten. Nach der linken Abspaltung orientierte sich die Partei programmatisch weiter rechts.
Bei den Parlamentswahlen 2000 errang sie vier der 165 Sitze. Bei den Wahlen 2002 trat sie als Teil der Coordinadora Democrática (Demokratische Koordination) an, einem breiten Spektrum an Parteien oder NGOs, deren gemeinsamer Nenner die Opposition zu Hugo Chávez ist. Diese Plattform wurde 2004 aufgelöst. Bei den Parlamentswahlen 2005 trat die LCR nicht an.
Für die Wahlen 2006 unterstützte die LCR Manuel Rosales, den Kandidaten der Opposition. 2008 bekam die LCR bei den Regionalwahlen landesweit insgesamt weniger als 1 Prozent der Stimmen.
Bei der Parlamentswahl 2015 erhielt Causa R als Bestandteil des siegreichen Oppositionsbündnisses Mesa de la Unidad Democrática (MUD) vier Sitze in der Nationalversammlung.